# Sphaerosoma punctatum
Sphaerosoma punctatum is een keversoort uit de familie Alexiidae. De wetenschappelijke naam van de soort is voor het eerst geldig gepubliceerd in 1878 door Reitter.